# 心愛的艾莉
《心愛的艾莉》是日本樂團南方之星的第3張單曲。1979年3月25日發行。是南方之星第一首火熱的歌曲和代表作，為日本流行音樂的經典情歌。
歌曲描寫了主人公對一位叫「艾莉」的女性之一絲絲細膩的愛戀，其中反复出現的一句「艾莉 my love, so sweet」被譽為這首歌最經典的歌詞。
發售後，連續7個星期在音樂節目《The Best Ten》成為一週的冠軍歌曲。在Oricon單曲公信榜中一週最高排行第2名，年度銷量為69.3萬張，是1979年單曲銷量第11位。總銷量約為125萬張。
這首歌還是1982年樂團兩位成員——主唱桑田佳祐和琴手原由子舉行婚禮時的結婚進行曲，歌詞中的「艾莉」換成了「由子」。
這首歌被日本海內外多名著名歌手翻唱過，包括美國靈魂音樂大師雷·查爾斯，曾將其翻唱成為《Ellie My Love》。

## 收錄曲目
1. 心愛的艾莉
作詞、作曲：桑田佳祐；編曲：南方之星；弦編曲：新田一郎
2. 作詞、作曲：桑田佳祐；編曲：南方之星；弦管編曲：新田一郎

## 製作
- 桑田佳祐：主唱l、吉他(#1,2)
- 大森隆志：吉他、伴唱(#1,2)
- 原由子：鍵盤、伴唱(#1,2)
- 關口和之：貝司、伴唱(#1,2)
- 松田弘：鼓、伴唱(#1,2)
- 野澤秀行：敲擊、伴唱(#1,2)

## 翻唱
- 雷·查爾斯
- The Ventures
- 奥蒂斯·克莱
- 平原綾香
- 平井堅
- 廣瀨香美
- 歐陽菲菲
- 張學友
- 陳慧嫻
- 羅時豐
- 鍾鎮濤
- 黎明
- 李威
- Boyz II Men
- 陳培豐1983年也翻唱過(新格唱片)

## 外部連結
- 唱片介紹 （页面存档备份，存于）